# Olga Oleinik
Olga Arsenievna Oleinik (en ruso: О́льга Арсе́ньевна Оле́йник) (2 de julio de 1925 - 13 de octubre de 2001) fue una matemática soviética que realizó un trabajo pionero en la teoría de ecuaciones en derivadas parciales, la teoría de medios elásticos fuertemente heterogéneos, y la teoría matemática de capas límite. 

## Biografía
En 1947 se graduó en la Universidad Estatal de Moscú, y en 1954 obtuvo su doctorado por la misma universidad. Fue estudiante de Ivan Petrovsky, considerado uno de los fundadores de la teoría moderna de ecuaciones en derivadas parciales. Estudió y trabajó en la Universidad Estatal de Moscú.
Su trabajo de investigación versa sobre los siguientes temas: geometría algebraica y teoría de ecuaciones en derivadas parciales, donde su trabajo  trata varios aspectos, principalmente la teoría de elasticidad y teoría de capas límite.
Formó un importante grupo en Ecuaciones en Derivadas Parciales. Desde el inicio de su carrera exploró las aplicaciones en elasticidad y distintos aspectos del flujo de fluidos, incluyendo dinámicas de gases comprensibles y la ecuación de filtración del flujo en medios porosos.Así mismo, realizó importantes contribuciones en la teoría de leyes de conservación hiperbólicas, teoría que en esos momentos estaba en sus inicios. Desarrolló lo que hoy día se conoce como condición de entropía de Oleinik, para unicidad de soluciones de la ecuación escalar. Al final de su carrera, también demostró interés a otras áreas como el problema de Stefan.
Es autora de más de 370 publicaciones matemáticas y de 8 monográficos. Así mismo, fue una profesora con una trayectoria muy activa, que tutorizó 57 tesis doctorales.

## Premios y reconocimientos
Algunos de los premios que recibió fueron:
- 1952: Premio Chebotarev
- 1964: Premio Lomonosov
- 1981: Doctorado Honorario, Universidad de Roma
- 1983: Elegida miembro honorario de la Real Sociedad de Edinburgo
- 1985: Laurea honoris causa, junto a  Fritz John,[4] por la Universidad de Roma La Sapienza
- 1988: Elegida miembro de la Academia Nazionale dei Lincei
- 1988: Premio del Estado
- 1990: Elegida miembro de la Academia de Ciencias de Rusia
- 1995: Premio Petrowsky
- 1995: Premio de la Academia de Ciencias de Rusia
- 1996: Conferenciante Noether de la Association for Women in Mathematics

## Publicaciones
- Oleinik, Olga A. (1957), «Discontinuous solutions of non-linear differential equations», Uspekhi Matematicheskikh Nauk 12 (3(75)): 3-73 .
- Oleinik, Olga A. (1959), «Construction of a generalized solution of the Cauchy problem for a quasi-linear equation of first order by the introduction of "vanishing viscosity"», Uspekhi Matematicheskikh Nauk 14 (2(86)): 159–164, MR 0117426, Zbl 0096.06603.
- Oleinik, O. A. (1960), «A method of solution of the general Stefan problem», Doklady Akademii Nauk SSSR 135: 1050-1057, Zbl 0131.09202 .
- Oleinik, Olga A.; Radkevich, Evgenii V. (1973), Second order equations with nonnegative characteristic form, New York and London / Providence, R.I.: Plenum Press / AMS, pp. vii+259, ISBN 0-306-30751-0, MR 457907, Zbl 0217.41502
- Oleinik, Olga Arsenievna; Kondratiev, Vladimir Alexandrovitch (1989), «On Korn's inequalities», Comptes rendus hebdomadaires des séances de l'Académie des Sciences, Série I: Mathématiques 308 (16): 483-487, MR 0995908, Zbl 0698.35067
- Cioranescu, Doina; Oleinik, Olga Arsenievna; Tronel, Gérard (1989), «On Korn's inequalities for frame type structures and junctions», Comptes rendus hebdomadaires des séances de l'Académie des Sciences, Série I: Mathématiques 309 (9): 591-596, MR 1053284, Zbl 0937.35502
- Oleinik, O. A.; Shamaev, A. S.; Yosifian, G. A. (1991), Mathematical problems in elasticity and homogenization, Studies in Mathematics and its Applications 26, Amsterdam – London – New York – Tokyo: North-Holland, pp. xiv+398, ISBN 0-444-88441-6, MR 1195131, Zbl 0768.73003
- Oleinik, Olga A. (1992), «Korn's Type inequalities and applications to elasticity», Amaldi, E.; Amerio, L.; Fichera et al., eds., Convegno internazionale in memoria di Vito Volterra (8–11 ottobre 1990), Atti dei Convegni Lincei 92, Roma: Accademia Nazionale dei Lincei, pp. 183-209, ISSN 0391-805X  Se sugiere usar |número-editores= (ayuda)
- Kozlov, S. M.; Oleinik, O. Un.; Zhikov, V. V. (1994), Homogenization of differential operators and integral functionals, Berlín-Heidelberg-Nueva York: Salmer-Verlag, pp. xii+570, doi:10.1007/978-3-642-84659-5, ISBN 3-540-54809-2, MR 1329546, Zbl 0838.35001.
- Oleinik, O. Un.; Samokhin, V. N. (1999), Mathematical models in boundary layer theory, Matemática Aplicada y Computación Matemática, 15, Londres-Weinheim-Nueva York-Tokyo-Melbourne-Madras: Chapman & Sala/CRC Prensa, pp. x+516, ISBN 1-58488-015-5, MR 1697762, Zbl 0928.76002.